# 10 Days Out: Blues from the Backroads
10 Days Out: Blues from the Backroads é o quinto álbum do guitarrista de blues estadunidense Kenny Wayne Shepherd. Foi lançado em 2007, em CD/DVD, sendo o primeiro DVD do músico.
No ano de 2008, o álbum foi indicado a 2 prêmios Grammy (Grammy Award for Best Long Form Music Video e Grammy Award For Best Traditional Blues Album), e ganhou os prêmios Blues Music Award for Best DVD e Keeping the Blues Alive Award na categoria Filme, Televisão ou Video.

## Faixas
01.Prison Blues - 4:38	

02.Potato Patch - 5:46	

03.Honky Tonk - 3:13	

04.The Thrill Is Gone - 8:30
	
05.Tina Marie - 4:22	

06.Born in Louisiana-6:26	

07.Chapel Hill Boogie -5:49	

08.Tears Came Rollin' Down - 3:15	

09.Knoxville Rag - 1:48	

10.Big Daddy Boogie - 5:15	

11.U-Haul - 5:00	

12.Red Rooster - 6:20	

13.Sittin' on Top of the World - 3:58
	
14.Spoonful - 5:18	

15.Grindin' Man - 8:05

## Paradas Musicais
Álbum - Billboard (North America)
| Ano  | Paradas Musicais    | Posição |
| ---- | ------------------- | ------- |
| 2007 | The Billboard 200   | 164     |
| 2007 | Top Blues Albums    | 1       |
| 2007 | Top Internet Albums | 164     |